# Allusie

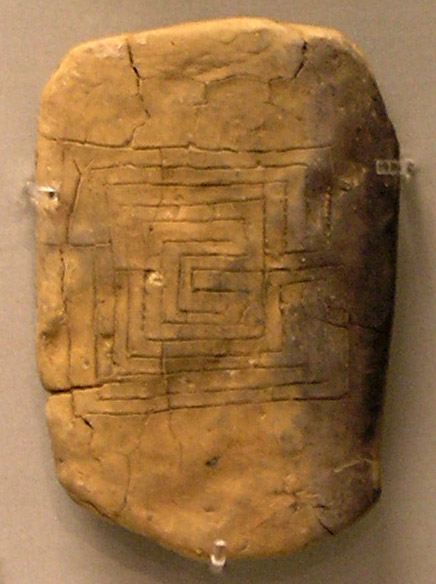
achterzijde kleitablet uit Pylos die het motief van het Labyrinth bevat, een allusie naar het mythologische gevecht van Theseus en de Minotaurus

Een allusie, toespeling of zinspeling is een stijlfiguur waarbij naar een algemeen feit, een bekende persoon, een bekende gebeurtenis, een bekende tekst enz. wordt verwezen, met gebruikmaking van indirecte verwijzingen, woordspelingen etc., of (in het geval van aposiopesis) door naar het genoemde toe te werken maar het niet expliciet te noemen. Het betreft hier dus hoofdzakelijk allerlei vormen van insinueren.
Voorbeelden
- Hij is gezien, hij is niet onopgemerkt gebleven.
citaat uit een krantenartikel als verwijzing naar de laatste regels uit De avonden van Gerard Reve ('Het is gezien, het is niet onopgemerkt gebleven.')
- Wachten op Bardot
boektitel van Andy Martin, verwijzend naar Wachten op Godot van Samuel Beckett (Bardot = Brigitte Bardot)
- "Nu is het moment", waarmee Barack Obama tijdens zijn conventiespeech in 2008 een verwijzing maakte naar Martin Luther King.
- Farce Majeure als verwijzing naar force majeure.
- Doris D als verwijzing naar Doris Day.

## Verwante begrippen
Een allusie is soms een vorm van vergelijking. Wanneer het om iets negatiefs gaat, kan het gebruik tevens iets relativerends en/of eufemistisch hebben.